# Béthisy-Saint-Martin
Béthisy-Saint-Martin är en kommun i departementet Oise i regionen Hauts-de-France i norra Frankrike. Kommunen ligger i kantonen Crépy-en-Valois som tillhör arrondissementet Senlis. År 2022 hade Béthisy-Saint-Martin 992 invånare.

## Befolkningsutveckling
Antalet invånare i kommunen Béthisy-Saint-Martin
| Referens: INSEE |